# Piła mechaniczna 3D
Piła mechaniczna 3D (ang. Texas Chainsaw 3D) – amerykański horror z 2013 roku w reżyserii Johna Luessenhopa. Jest to siódma część filmu z serii Teksańska masakra piłą mechaniczną.
Jest to pierwszy reboot oryginalnej serii, stanowiąc bezpośrednią kontynuację po Teksańskiej masakrze piłą mechaniczną z 1974 roku.

## Opis fabuły
W 1973 roku w Newt w Teksasie, nie bacząc na protesty chcącego działać zgodnie z prawem szeryfa Hoopera, tłum pod wodzą Burta Hartmana dokonuje podpalenia domu rodziny Sawyerów składających się z kanibali i morderców. Wszyscy jej członkowie giną, jednakże niemowlę z klanu morderców, mające wypalone znamię, zostaje znalezione żywe przez jednego mieszkańców – Gavina Millera. Gavin dobija matkę dziecka, Lorettę Sawyer i decyduje się wychować je z żoną jak własne.
Dwadzieścia lat później młoda i piękna Heather Miller dowiaduje się od rodziców, że była adoptowana, po tym jak otrzymała wieści o śmierci jej biologicznej babci, Verny Carson. Dziewczyna odziedziczyła po babci stary dwór w Newt. Postanawia wybrać się tam z przyjaciółmi Nikki i Kennym oraz swym chłopakiem Ryanem. Po drodze paczka zabiera ze sobą autostopowicza Darryla. Na miejscu Heather otrzymuje od Farnswortha, prawnika Verny, kolejny list którego nie jeszcze chce czytać. Oglądając dwór grupa odkrywa cmentarz, na którym są pochowani Sawyerowie, po czym udaje się na zakupy w Newt. Darryl ma zostać, by pilnować dworu.
W rzeczywistości Darryl jest złodziejem i zaczyna kraść co cenniejsze rzeczy. Podczas szabrowania posiadłości nieopatrznie uwalnia zamkniętego Leatherface’a, który go morduje. Po powrocie Heather i jej kompani domyślają się prawdziwych zamiarów Darryla. Przygotowując kolację Kenny schodzi do piwnicy, gdzie Leatherface nadziewa go na hak rzeźniczy. Tymczasem w stodole Nikki uwodzi Ryana. Heather będąc w domu odkrywa rozkładające się zwłoki Verny i schodzi do kuchni, gdzie znajduje się Leatherface. Więzi ją w piwnicy i następnie przepiłowuje na pół Kenny’ego piłą łańcuchową. Heather ucieka, zaś Ryan i Nikki odciągają uwagę psychopaty na tyle, by Heather zabrała ich vanem do ucieczki. Leatherface przecina oponę samochodu, powoduje wypadek i w efekcie śmierć Ryana.
Heather ucieka prześladowcy aż do pobliskiego lunaparku, gdzie ratuje ją zastępca szeryfa Cal. Heather składa wyjaśnienia na posterunku policyjnym. Na miejscu są szeryf Hooper i Hartman będący obecnie burmistrzem Newt. Wysłany przez nich oficer Marvin patroluje posiadłość Carsonów. Tam odkrywa wciąż żyjącą Nikki w zamrażarce, którą odruchowo zabija i wkrótce sam ginie z rąk ukrywającego się Leatherface’a, który z jego twarzy tworzy nową maskę. Tymczasem Heather znajduje w aktach okoliczności śmierci Sawyerów, w tym niemowlęcia. Wzburzona ucieka z posterunku i kontaktuje się z Farnsworthem. W barze prawnik mówi jej, że Leatherface to jej daleki kuzyn Jed Sawyer, który przeżył masakrę jego rodziny i Verna się nim zajmowała, jako że był opóźniony w rozwoju. Dziewczynę ściga Hartman, który przysiągł uśmiercenia każdego z Sawyerów.
Heather zabiera Cal swym służbowym radiowozem. Okazuje się być synem Hartmana i zabiera Heather do opuszczonej rzeźni, by zwabić Leatherface’a. Gdy ten przybywa do rzeźni, odkrywa na jej ciele wypalone znamię i uwalnia ją. Zostaje zaatakowany przez Hartmana i jego pomagiera Olliego. Heather korzysta z okazji do ucieczki, ale wraca decydując się pomóc kuzynowi. Zabija ona Olliego i podrzuca Leatherface’owi jego piłę łańcuchową. Przybyły na miejsce Hooper decyduje się nie powstrzymać Leatherface’a, który zrzuca Hartmana do mielarki mięsa.
Wypuszczeni przez szeryfa Heather i jej kuzyn wracają do posiadłości Verny. W liście od Verny Heather dowiaduje się, że naprawdę nazywa się Edith Rose Sawyer, a Jed szanujący więzy rodzinne będzie ją chronił, jednak Heather musi się nim opiekować. Heather wiedząc, że niepełnosprawność umysłowa Jeda była przyczyną jego zbrodni, w końcu go akceptuje jako członka jej rodziny.

## Obsada
- Alexandra Daddario jako Heather Miller / Edith Rose Sawyer
- Dan Yeager jako Jed „Leatherface” Sawyer
- Tremaine Neverson jako Ryan
- Scott Eastwood jako zastępca szeryfa Carl Hartman
- Tania Raymonde jako Nikki
- Keram Malicki-Sánchez jako Kenny
- Paul Rae jako burmistrz Burt Hartman
- Thom Barry jako szeryf Hooper
- Richard Riehle jako Farnsworth
- Shaun Sipos jako Darryl
- Ritchie Montgomery jako Ollie
- James MacDonald jako oficer Marvin
- Bill Moseley jako Drayton Sawyer Sr.
- Marilyn Burns jako Verna Carson
- Dodie L. Brown jako Loretta Sissy Sawyer
- John Dugan jako Dziadek Sawyer
- Gunnar Hansen jako Boss Sawyer
- David Bell jako Bear Sawyer
- David Born jako Gavin Miller
- Sue Rock jako Arlene Miller

Źródło: